# Antički brodolom kod Gojca
Ostatci antičkog brodoloma iz starog vijeka nalaze se sa sjeverozapadne strane otočića Gojca na Paklenim otocima pored Hvara.

## Opis
Po površini su razbacani ostatci razbijenih amfora, a u pijesku se naziru i cijele. Lokacija nikad nije bila cjelovito istraživana. Amfore pripadaju tipu Dressel 6a, što brodolom datira u razdoblje 1. stoljeće pr. Kr. - 1. stoljeće. Dio tereta je još pod pijeskom, a tu su i drveni ostatci brodske konstrukcije.

## Zaštita
Pod oznakom Z-46 zaveden je kao nepokretno kulturno dobro - pojedinačno, pravna statusa zaštićena kulturnog dobra, klasificirano kao "arheološka baština".